# Mobile Suit Z Gundam
Pour la série animée du même nom, voir Mobile Suit Zeta Gundam.
Mobile Suit Z Gundam (機動戦士ZガンダムカミングマークⅡ) est un jeu vidéo d'action développé et édité par Bandai en 1985 sur FM-7. C'est la seconde adaptation en jeu vidéo de la série basée sur l'anime Mobile Suit Gundam et notamment Mobile Suit Zeta Gundam.